# Theodor Wolff
Theodor Wolff, né le 2 août 1868 à Berlin et mort le 23 septembre 1943 dans la même ville, est un écrivain et journaliste allemand.

## Biographie
Theodor Wolff est le rédacteur en chef du Berliner Tageblatt de 1906 à 1933,. C'est un des membres fondateurs du Parti démocrate allemand.
En 1933, date de l'arrivée au pouvoir des nazis, Wolff s'exile et s'installe à Nice dans un appartement sur la promenade des Anglais. En 1943, les autorités italiennes d'occupation le livrent aux Nazis. Déporté au camp de concentration d'Oranienbourg-Sachsenhausen, il est ensuite transporté, gravement malade, à l'hôpital juif de Berlin (de) où il meurt.

## Postérité
Le Prix Theodor Wolff est remis chaque année à un journaliste.

## Ouvrages
- Der Krieg des Pontius Pilatus, Oprecht, 1934; traduction en français, éditions Michel, 1936
- Der Marsch durch zwei Jahrzehnte, Allert de Lange Verlag, 1936; traduction en français, éditions Michel, 1937
- Die Schwimmerin, roman, Oprecht, 1937

## Sources
- Manfred Flügge (trad. Josie Mély), Exil en paradis : artistes et écrivains sur la Riviera (1933-1945, Paris, Ed. du Félin, coll. « A la croisée », 1999, 181 p. (ISBN 978-2-866-45315-2, OCLC 742505874).
- (de) Wilhelm Sternfeld, Eva Tiedemann, 1970, Deutsche Exil-Litteratur 1933-1945 deuxième édition augmentée, Heidelberg, Verlag Lambert Schneider.
- Peter de Mendelssohn: Zeitungsstadt Berlin. Menschen und Mächte in der Geschichte der deutschen Presse Berlin. 2. überarbeitete und erweiterte Auflage. Ullstein, Frankfurt am Main 1982,  (ISBN 3-550-07496-4).
- Bernd Sösemann: Das Ende der Weimarer Republik in der Kritik demokratischer Publizisten. Theodor Wolff, Ernst Feder, Julius Elbau, Leopold Schwarzschild. Colloquium, Berlin 1976,  (ISBN 3-7678-0410-7).
- Bernd Sösemann, Jürgen Frölich, Centrum Judaicum (Hrsg.): Theodor Wolff. Journalist, Weltbürger, Demokrat. In Zusammenarbeit mit der Friedrich-Naumann-Stiftung. Hentrich & Hentrich (de), Teetz 2004,  (ISBN 3-933471-62-1) (= Jüdische Miniaturen. Band 10).